# Limnonectes magnus
Ếch khổng lồ Philippin, Ếch đầm lầy lớn, hoặc Limnonectes magnus (tên tiếng Anh: Mindanao Fanged Frog) là một loài ếch trong họ Ranidae.
Nó được tìm thấy ở Indonesia và Philippines.
Các môi trường sống tự nhiên của chúng là các khu rừng ẩm ướt đất thấp nhiệt đới hoặc cận nhiệt đới, rừng mây ẩm nhiệt đới và cận nhiệt đới, sông, sông có nước theo mùa, đầm nước ngọt, và đầm nước ngọt có nước theo mùa.
Nó ngày càng hiếm gặp do mất môi trường sống.